# Varces-Allières-et-Risset
Varces-Allières-et-Risset [vaʁs aljɛʁ e ʁisɛ] ist eine französische Stadt und Gemeinde mit 8314 Einwohnern (Stand: 1. Januar 2022) im Département Isère in der Region Auvergne-Rhône-Alpes. Sie liegt im Arrondissement Grenoble und gehört zum Kanton Le Pont-de-Claix. Die Einwohner werden Varçois genannt.

## Geographie
Varces-Allières-et-Risset befindet sich südlich von Grenoble am Zusammenfluss der Gresse und des Drac. Die umgebenden Nachbargemeinden von Varces-Allières-et-Risset sind Claix im Norden, Le Pont-de-Claix und Champagnier im Nordosten, Champ-sur-Drac im Osten, Vif im Süden, Saint-Paul-de-Varces im Südwesten und Lans-en-Vercors im Westen. Teile des Gemeindegebietes gehören zum Regionalen Naturpark Vercors.
Durch die Gemeinde führen die Autobahn A 480, die hier in die A 51 übergeht, und die Departementsstraße D 1075 (frühere Nationalstraße N 75).

## Bevölkerungsentwicklung
| Jahr                       | 1962 | 1968 | 1975 | 1982 | 1990 | 1999 | 2010 | 2017 |
| Einwohner                  | 2152 | 2296 | 2809 | 3576 | 4592 | 5341 | 6330 | 8250 |
| Quellen: Cassini und INSEE |      |      |      |      |      |      |      |      |

## Sehenswürdigkeiten
- Notre-Dame des Grâces, wundertätige Statue, errichtet Anfang des 17. Jahrhunderts

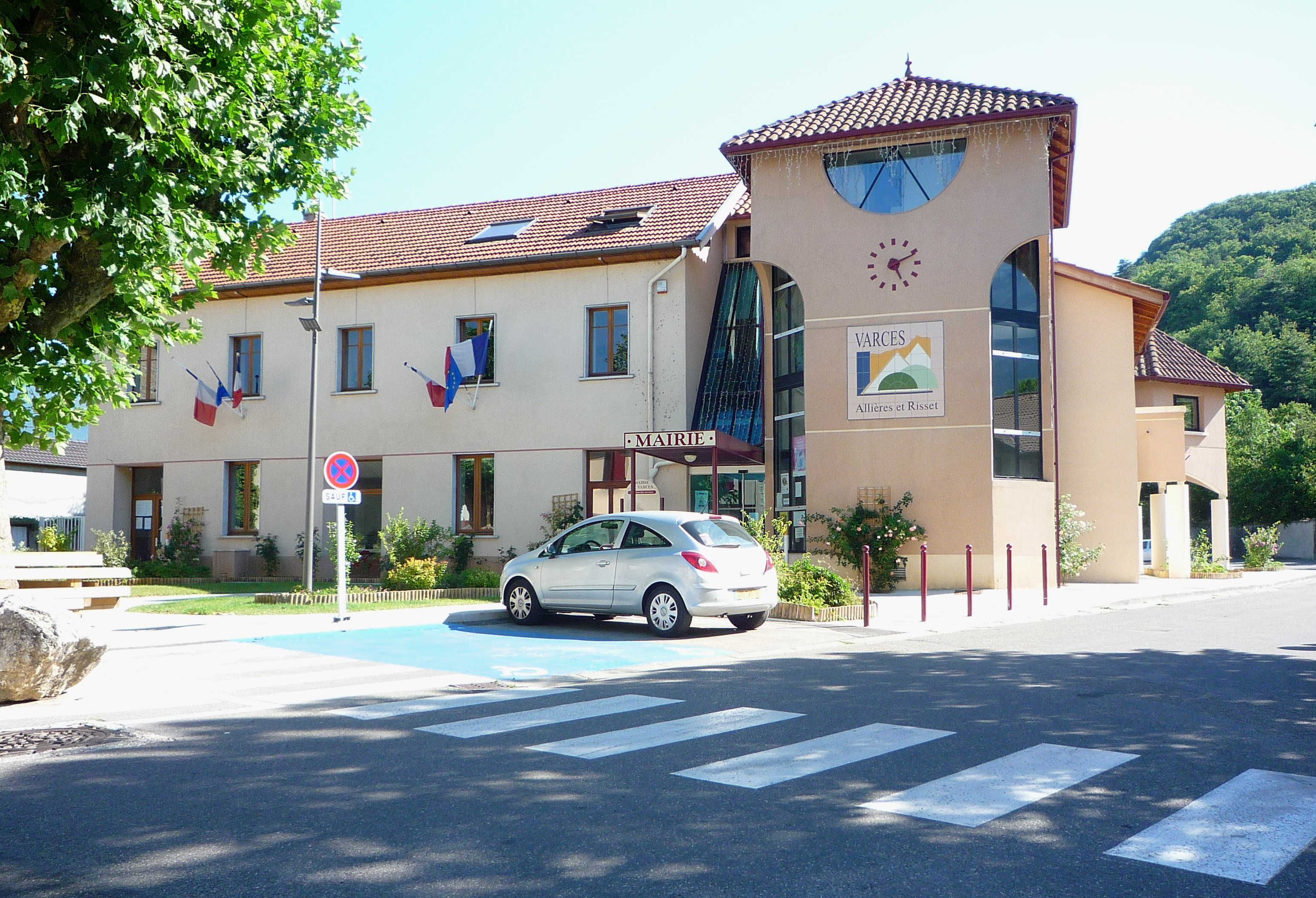
Rathaus von Varces-Allières-et-Risset

- Kirche Saint-Pierre de Varces, erbaut im 12. Jahrhundert für den Templerorden
- Kirche Saint-Pierre de Risset, errichtet im 15. Jahrhundert
- Kapelle Saint-Maurice im Ortsteil Fontagneux

## Gemeindepartnerschaft
- Weinheim-Lützelsachsen, Baden-Württemberg, Deutschland, seit 1974

## Trivia
In der Gemeinde ist die 27. Infanteriebrigade der französischen Armee stationiert und 1972 eröffnete das Gefängnis Maison d’arrêt de Varces.

## Persönlichkeiten
- Paul Magnier (* 2004), Radrennfahrer